# Штаб-квартира ООН

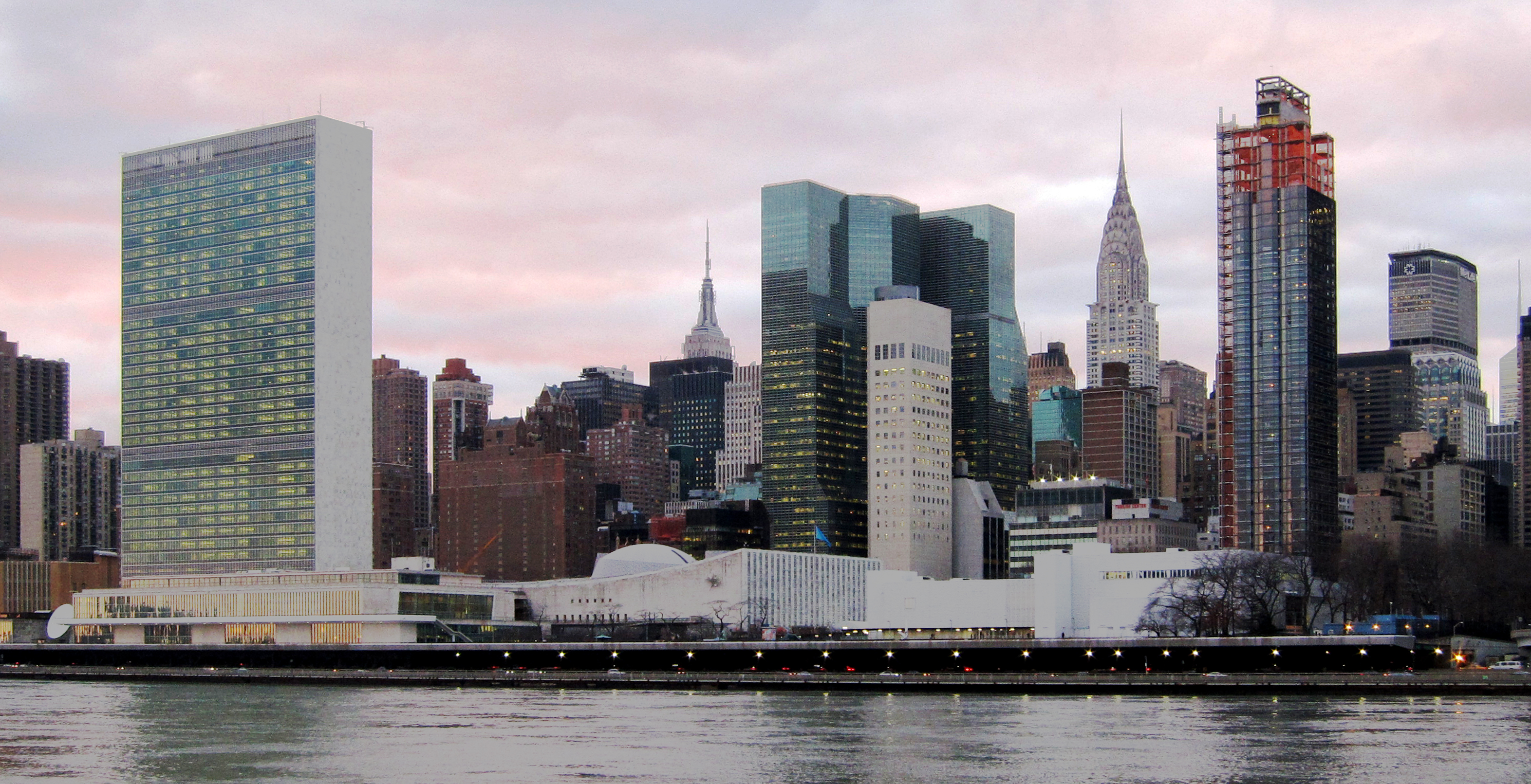
Комплекс будівель Штаб-квартири ООН. Вид з острова Рузвельта

Штаб-квартира ООН (англ. United Nations Headquarters) — комплекс будівель, відкритий 1950 року в місті Нью-Йорк на Мангеттені.
Будівлі розташовані в східній частині Мангеттена між 42-ю та 48-ю вулицями, Першої авеню і протокою Іст-Ривер. Ділянка землі в межах цього квадрата займає площу в 18 акрів (~ 73 000 м²) і є «міжнародною зоною, що належить всім державам-членам ООН». Тим не менш, відповідно до угоди між США і ООН «Pub. L. No. 80-357, 61 Stat. 756 (1947)», район штаб-квартири залишається в межах судової юрисдикції Сполучених Штатів.
Крім комплексу будівель в Нью-Йорку, ООН має ще три допоміжні регіональні штаб-квартири: в Женеві (Швейцарія), Відні (Австрія) та Найробі (Кенія). Однак найважливіші рішення в організації приймаються саме в Нью-Йорку, оскільки тут проходить більшість засідань Генеральної Асамблеї та Ради Безпеки ООН.
Всього в робочих органах, агенціях та центрах ООН у всьому світі працює близько 61 000 співробітників з приблизно 170 держав-членів організації. У штаб-квартирі в Нью-Йорку розміщується близько третини всього персоналу організації.

## Вибір місця
Організація Об'єднаних Націй була утворена 24 жовтня 1945 року і спочатку не мала власного будинку. Перші засідання Генеральної Асамблеї і Ради Безпеки Організації пройшли в Лондоні. Рішення про розміщення ООН в Нью-Йорку було прийняте Генеральною Асамблеєю на її першій сесії 14 лютого 1946 року в Лондоні після того, як від багатьох країн світу були отримані пропозиції про постійне місце розташування Організації. З 16 серпня 1946 року штаб-квартира ООН тимчасово розмістилася в селищі Лейк Саксес, Лонг-Айленд. 14 грудня 1946 року Генеральна Асамблея прийняла пропозицію Джона Д. Рокфеллера-мол. про виділення 8,5 млн дол. США на купівлю нинішньої ділянки для будівництва постійної штаб-квартири ООН.
Проти будівництва штаб-квартири у Нью-Йорку, свого часу проголосували Франція, Велика Британія і Нідерланди. Крім Нью-Йорка були інші кандидатури на цю роль. Наприклад, Канада запропонувала розмістити центральні установи ООН на острові Нейві-Айленд, Онтаріо. Це місце, розташоване на кордоні двох держав неподалік від Ніагарського водоспаду, багатьма вважалося ідеальною кандидатурою. Та врешті вибір було зроблено на користь ділянки у кварталі Тертл-Бей на березі протоки Іст-Ривер.

## Будівництво

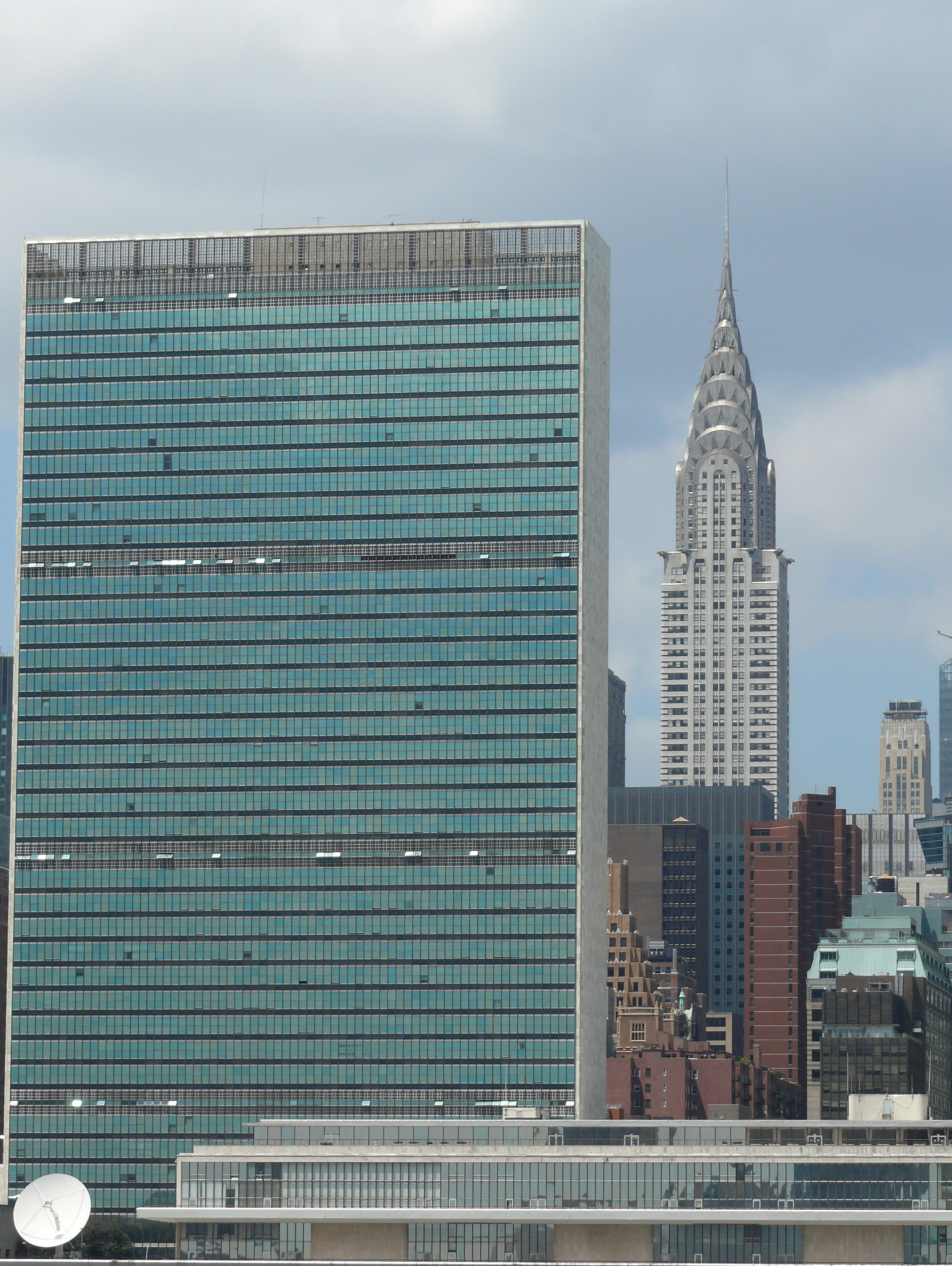
Будівля Секретаріату ООН і Крайслер-білдінг на задньому плані.

У листопаді 1947 року Генеральна Асамблея ООН затвердила архітектурний план майбутньої штаб-квартири. Дев'ять місяців потому з урядом США було укладено угоду про надання ООН безвідсоткового кредиту на суму 65 млн доларів США для проведення будівельних робіт. Церемонія закладення фундаменту відбулася 24 жовтня 1949 року, а офіційне відкриття штаб-квартири відбулося 10 січня 1951 року.
Для створення комплексу будівель ООН було запрошено архітекторів, дизайнерів та інженерів з усього світу. В цю групу увійшли Макс Абрамович (США), директор з планування, Оскар Німейєр (Бразилія), Володимир Бодянський (Франція), інженер-консультант, Ернст Кормьє (Канада), Воллес К. Гаррісон (США), головний архітектор, Шарль В. Ле Корбюзьє (Франція), Свен Маркеліус (Швеція), Р. А. Свайє (Австралія), Лян Січен (Китай), Микола Басов (СРСР), а також консультанти Ентоні Антоніадес (Греція), Мацей Новіцкі (Польща) та Ернест Вайсман (Югославія).
Група створила 50 різних проектів і після проведеного відбору зупинилася на концептуальній ідеї Ле Корбюзьє. За його кресленнями комплекс будівель мав поєднувати різноманітність стилів: високі скляні панелі для офісів і низький круглий купол залу для Генеральної Асамблеї. До моменту завершення будівництва штаб-квартира ООН вважалася зразком найсучаснішого архітектурного дизайну на Мангеттені.

## Будівлі комплексу

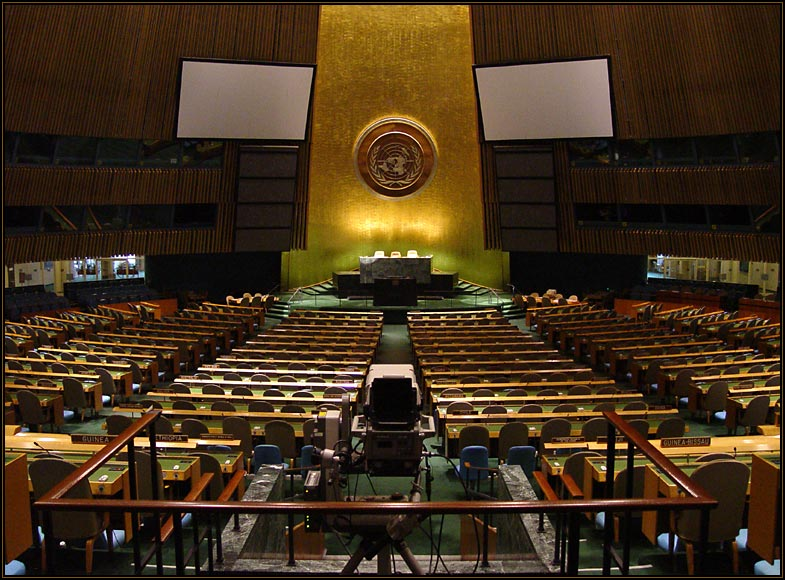
Зал Генеральної Асамблеї.

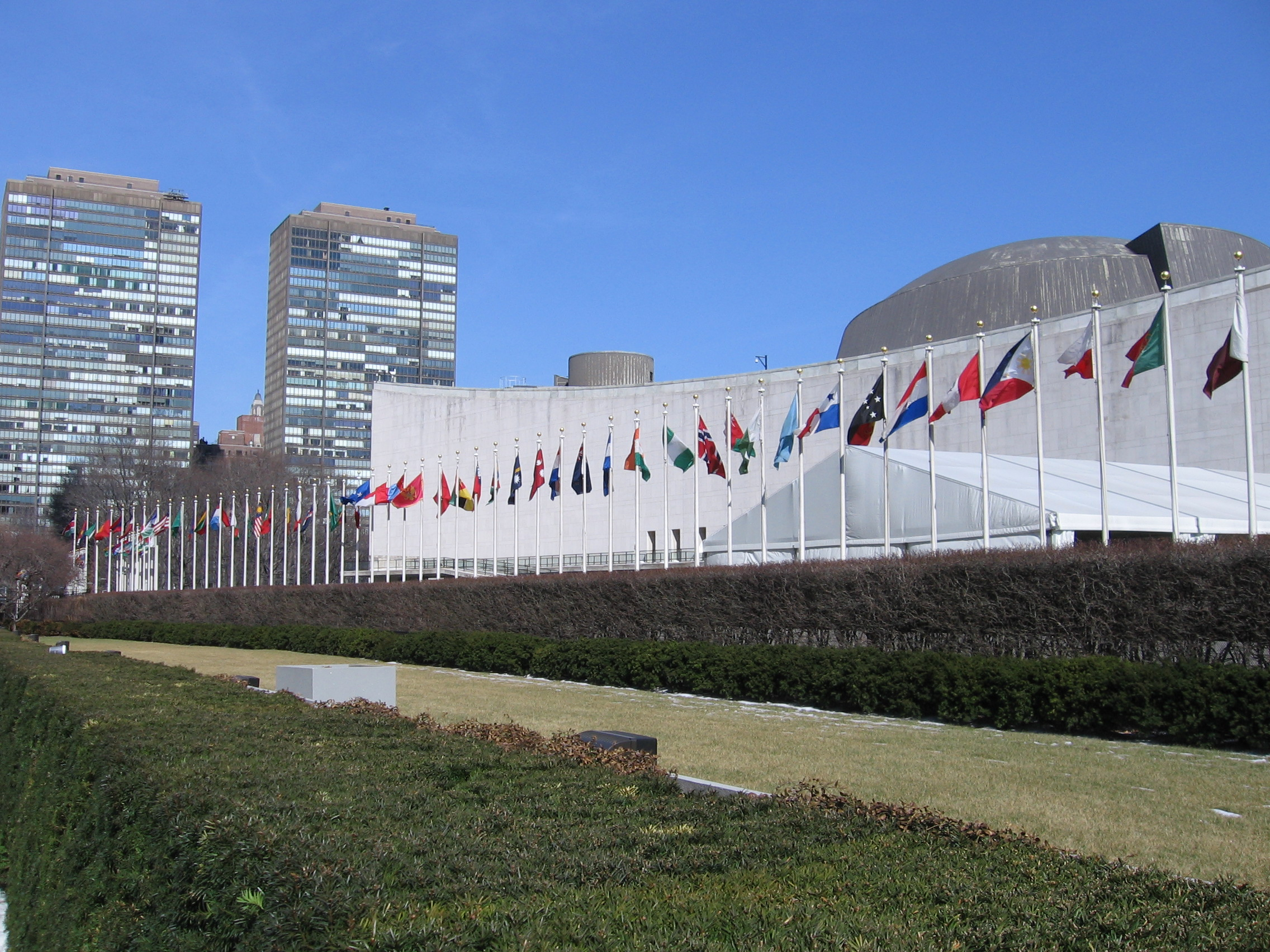
Прапори країн-членів ООН перед штаб-квартирою ООН

Найвідомішою будівлею в структурі комплексу є 39-поверховий хмарочос, де розміщується Секретаріат ООН. На території штаб-квартири розташувалися також будинок Генеральної Асамблеї, Бібліотека імені Дага Хаммаршельда та Центр для відвідувачів. З фасадної сторони комплексу встановлено ряд флагштоків, на яких піднято прапори 193 держав-членів ООН (за англійською абеткою), а також прапор Організації в центрі.
До комплексу ООН входить низка другорядних споруд. Це дві великі офісні будівлі, де розташувалися спеціалізовані агентства Організації за типом ПРООН. Вони носять назви DC-1 та DC-2, оскільки розташовані за адресою Площа ООН, 1 та 2 відповідно. На розі 46-ї вулиці знаходиться служба ідентифікації («identification office»), яка проводить видачу перепусток для заздалегідь акредитованих дипломатів, журналістів та інших осіб. Будинок ЮНІСЕФ (Площа ООН, 3) та будинок ЮНІТАР (Площа ООН, 807) також належить до комплексу.

### Будинок Генеральної Асамблеї
Будинок Генеральної Асамблеї є місцем проведення Генеральних асамблей ООН. В будинку є головний зал на 1800 місць, його ширина становить 35 м а довжина — 50 м. Висота стелі — 23 м. Це найбільше приміщення комплексу. Стіни залу прикрашені муралами французького художника Фернана Леже. Спереду знаходяться виготовлені з зеленого мармуру трибуна для виступів, а також трибуна голови Генеральної Асамблеї, Генерального Секретаря ООН та його заступника. За трибуною висить емблема ООН, обрамлена позолоченим колом.. Трибуна оточена стіною, вкритою дерев'яними панелями, що йде напівколом, в стіні вбудовані кабінки для перекладачів, а безпосередньо перед нею розміщено декілька рядів крісел для гостей. Вхід до залу прикрашає цитата іранського поета Сааді з його поеми Гулістан. 1980 року зал Генеральної Асамблеї було розширено й модернізовано у зв'язку з набуттям членства більшої кількості країн. Всі 192 делегації мають по 6 сидінь, три з яких за столом, а три ззаду.

### Будинок Секретаріату ООН
39-ти поверхову будівлю Секретаріату ООН було споруджено 1952 року. У будинку розташовані бюро Генерального Секретаря, заступника Генерального Секретаря з правових питань, заступника Генерального Секретаря з політичних питань, відділ питань роззброєння та організаційні служби.

### Бібліотека імені Дага Хаммаршельда
Бібліотека ООН була заснована одночасно з самою організацією 1946 року. Спершу вона називалася Бібліотека ООН, потім Міжнародна бібліотека ООН, нарешті 1961 року їй було присвоєне ім'я Дага Хаммаршельда, третього Генерального Секретаря ООН, який загинув в авіакатастрофі. Будинок бібліотеки є даром Фундації Форда. В бібліотеці зберігається понад 400 000 книг, 9 800 назв газет та періодичних видань, 80 000 мап. Відділ економічних та соціальних наук бібліотеки знаходиться в приміщенні DC-2.

## Поштова служба ООН

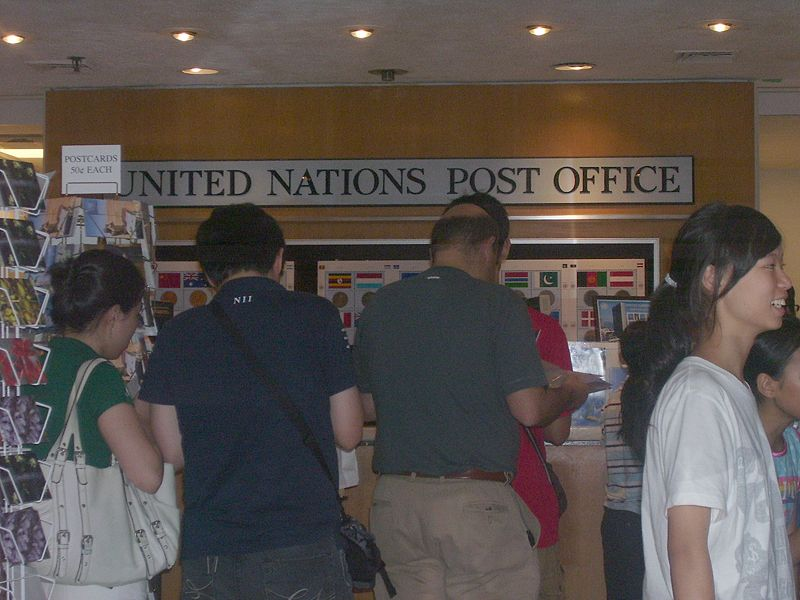
Поштова служба ООН.

Адреса штаб-квартири ООН — Площа Об'єднаних Націй (Площа ООН), 760, Нью-Йорк, NY 10017, США. Міжнародний статус центральних установ дозволяє ООН друкувати власні поштові марки. Всі листи, що надсилаються зі штаб-квартири Організації, мають оонівський штемпель. Дана послуга користується великим інтересом у відвідувачів комплексу, особливо у філателістів. Поштове відділення ООН розташоване на цокольному поверсі Центру для відвідувачів.

## Мистецька збірка у штаб-квартирі ООН
Широку популярність здобула артколекція ООН. Твори всесвітньо відомих живописців і скульпторів, присвячені тематиці міжнародного співробітництва та толерантності, розташувалися в парку при штаб-квартирі та в її вестибюлях. Так, Організація в різні роки отримувала від країн-учасниць такі дари: скульптуру «Перекуємо мечі на орала» — від СРСР, «Скручений пістолет» — від Люксембурга, «Дзвін миру» — від Японії. Подарунком США стала мозаїка на основі картини Нормана Роквелла «Золоте правило», де поверх зображення людей всіх рас написано вислів: «Do unto Others as You Would Have Them Do unto You» («І як хочете, щоб з вами поступали люди, так і ви чиніть з ними»). З Франції Марк Шагал передав Організації кольоровий вітраж висотою приблизно 3,5 метри, на якому символічно зображена боротьба за мир і верховенство любові. Китай вручив скульптуру з восьми слонових бивнів, на яких з дивовижною точністю вирізана ділянка залізниці на півночі країни. Маятник Фуко, що служить наочним доказом обертання Землі, був подарований Нідерланди. Також в колекції ООН є шматочок Берлінської стіни.

## Галерея

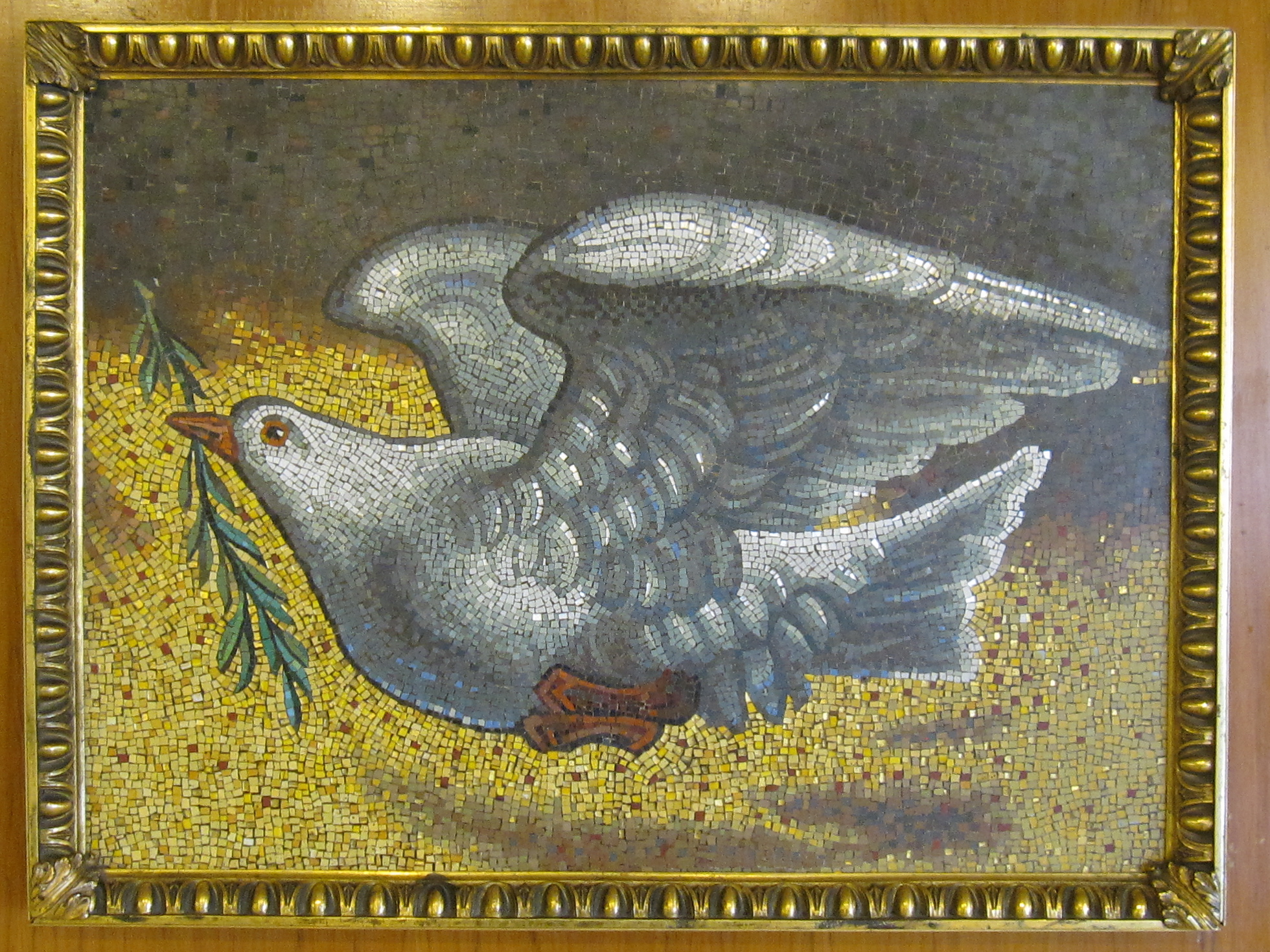
Голубка миру, копія XVIII ст. мозаїки з Базиліки Максенція і Костянтина. Дар папи римського Івана-Павла II
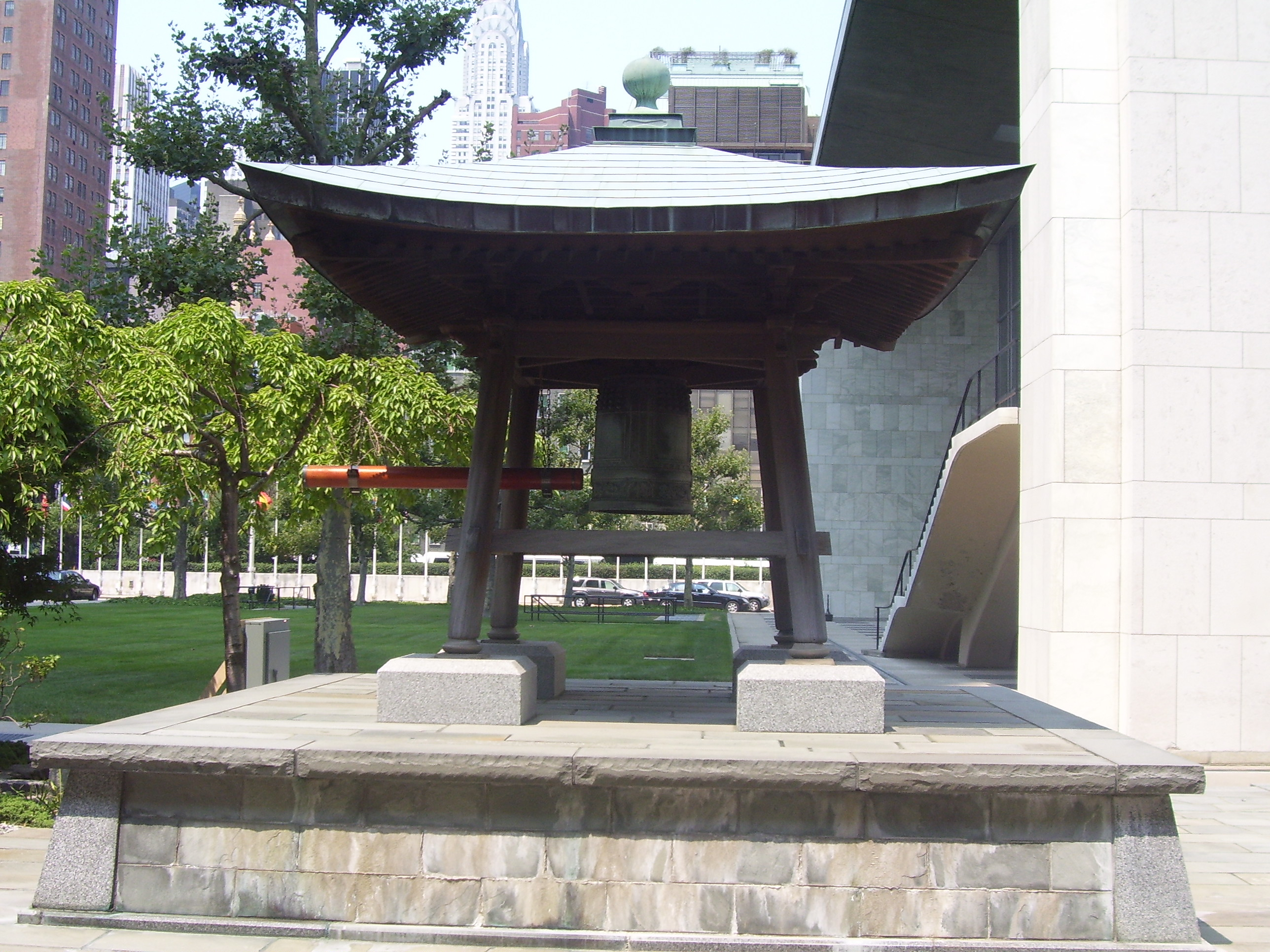
Японський «Дзвін миру»
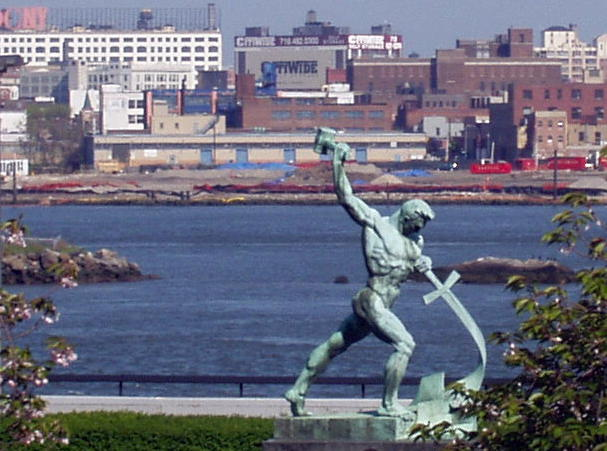
«Перекуємо мечі на орала», скульптура Вучетича
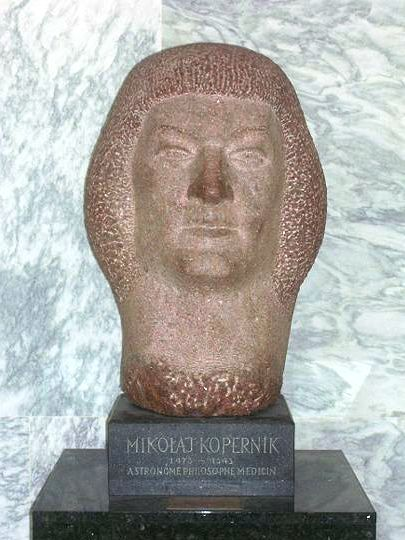
Бюст Миколи Коперника, дар Польщі
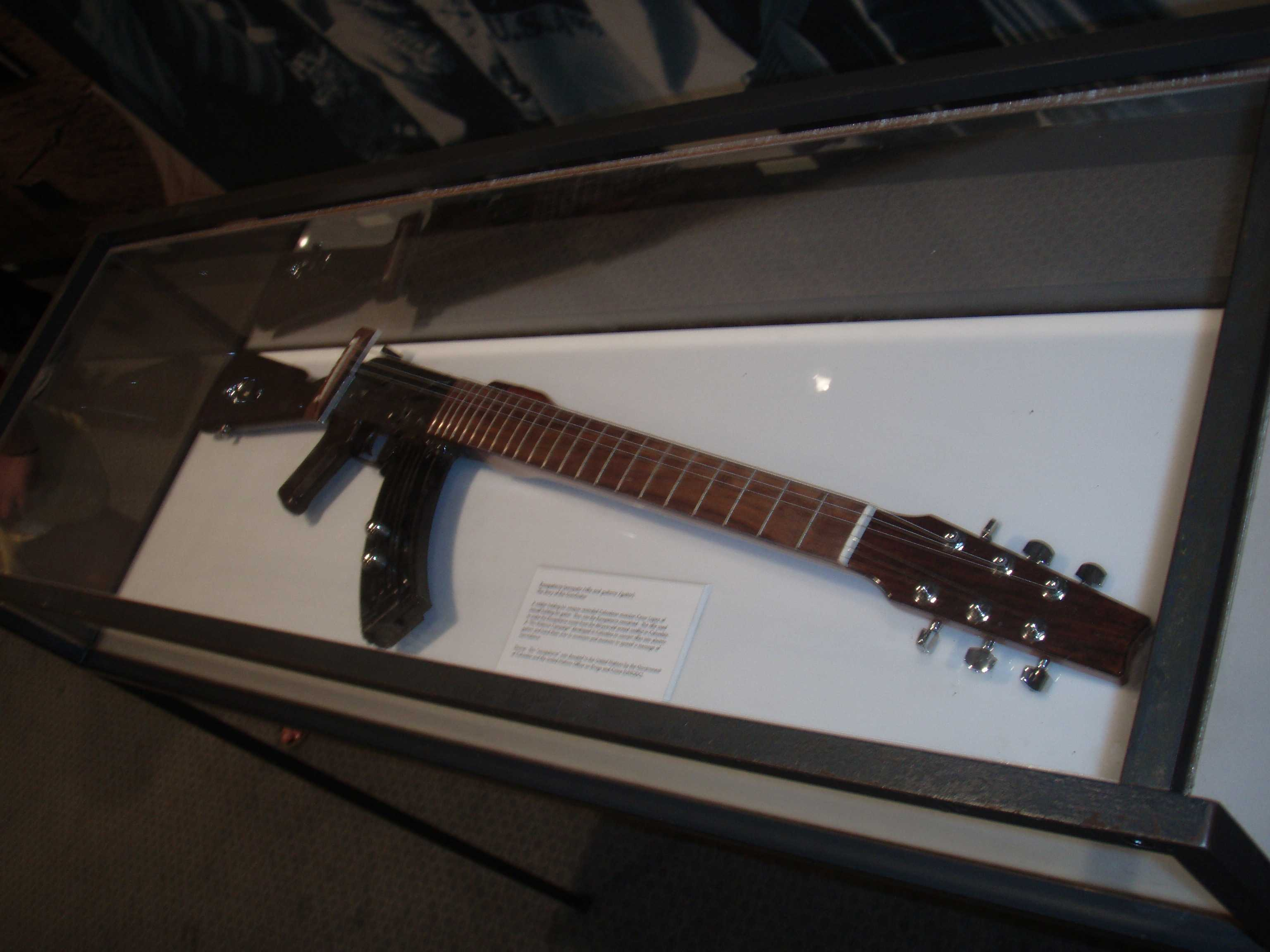
Автомат-гітара, дар уряду Колумбії